# Хвастниця (Нижньосілезьке воєводство)
Хвастниця (пол. Chwastnica) — село в Польщі, у гміні Доманюв Олавського повіту Нижньосілезького воєводства.
Населення — 46 осіб (2011).
У 1975-1998 роках село належало до Вроцлавського воєводства.

## Демографія
Демографічна структура станом на 31 березня 2011 року:
|          | Загалом | Допрацездатний вік | Працездатний вік | Постпрацездатний вік |
| -------- | ------- | ------------------ | ---------------- | -------------------- |
| Чоловіки | 17      | 4                  | 12               | 1                    |
| Жінки    | 29      | 7                  | 18               | 4                    |
| Разом    | 46      | 11                 | 30               | 5                    |